# Chlorocoma commoda
Chlorocoma commoda är en fjärilsart som beskrevs av Lucas 1892. Chlorocoma commoda ingår i släktet Chlorocoma och familjen mätare. Inga underarter finns listade i Catalogue of Life.